# Clima de la península Ibèrica

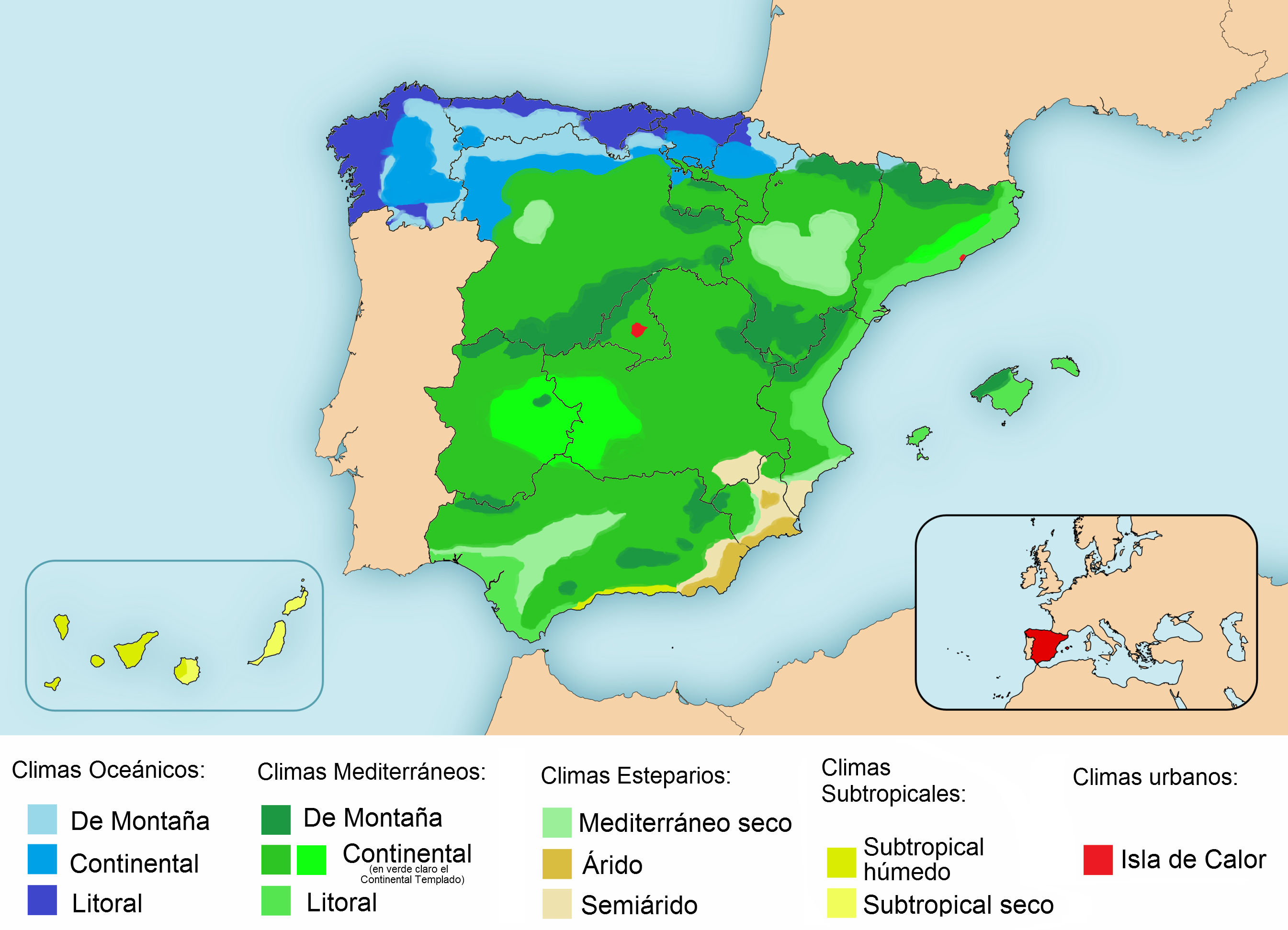
Climes d'Espanya tradicionals

El clima de la península Ibèrica és el conjunt de climes presents a la península Ibèrica, que està situada entre les latituds 36° i 43° nord, corresponent a un punt intermedi entre les latituds subtropicals i les de l'Europa temperada.
A la vegada les dimensions d'aquesta península de més de 600.000 km² són suficients perquè el territori es comporti com un petit continent amb la formació per exemple de baixes tèrmiques durant l'estiu o la modificació de les característiques dels vents en travessar-la.

## Zona seca i zona humida
Des d'un punt de vista climatològic i paisatgístic és molt clara la subdivisió entre la península Ibèrica seca (més de les 3/4 parts amb precipitacions inferiors a 800 litres, fins i tot el sud-est peninsular amb precipitacions inferiors als 250 litres i que es considera semiàrid) i la resta o Península Ibèrica humida.

## Climes
A la península Ibèrica, més detalladament es poden destacar cinc tipus de climes:
- Clima atlàntic
- Clima mediterrani
- Clima mediterrani continentalitzat
- Clima de muntanya
- Clima subtropical

## Onades de calor
Les onades de calor duren uns set dies, el qual és molt comparat amb Xina, Austràlia, Brazil, Canadà, Colòmbia, Iran, Irlanda, Japó, la República de Moldàvia, Filipines, Corea del Sud, Taiwan, Tailàndia, el Regne Unit, els Estats Units i Vietnam